# Lichères
Lichères település Franciaországban, Charente megyében. Lakosainak száma 95 fő (2022. január 1.). Lichères Fontenille, Mouton, Mansle-les-Fontaines és Aunac-sur-Charente községekkel határos.

## Népesség
A település népességének változása:
| Lakosok száma | 84   | 87   | 86   | 88   | 92   | 91   | 87   | 87   | 86   | 95   |
|               | 1968 | 1982 | 1990 | 2006 | 2013 | 2015 | 2017 | 2019 | 2020 | 2022 |